# Ven conmigo (album de Selena)
Ne doit pas être confondu avec Ven conmigo.
Albums de Selena
Mis primeros éxitos
(1990) Entre a mi mundo
(1992)
Singles
1. Ya ves
Sortie : 1990
2. Baila esta cumbia (en)
Sortie : 1990
3. La tracalera
Sortie : 1990

Ven conmigo (en français : « Viens avec moi ») est le deuxième album studio de la chanteuse américaine Selena, sorti le 6 octobre 1990, chez EMI Latin. Le frère de la chanteuse, A. B. Quintanilla, est resté son principal producteur de disques et auteur-compositeur après le succès modéré de son premier album. Le groupe Los Dinos de Selena a composé et arrangé sept des dix titres de l'album ; l'auteur-compositeur local Johnny Herrera a également fourni des chansons que Selena a enregistrées. Ven conmigo contient une partie de cumbias et une partie de rancheras, bien que l'album comprenne d'autres genres. Ses compositions musicales sont variées et démontrent une maturité évolutive du son tejano de base de Selena. La structure de l'album et l'organisation des pistes sont peu conventionnelles par rapport aux autres albums de musique tejano. Les chansons de Ven conmigo sont pour la plupart des chansons d'amour ou des chansons sur les difficultés d'une femme après de nombreuses relations ratées.
Après la sortie de Ven conmigo, le groupe a engagé le guitariste Chris Pérez qui a introduit un son plus hard rock dans la musique et les performances du groupe, et a diversifié davantage le répertoire de Selena. La tournée de promotion de l'album a attiré plus de 60 000 personnes à ses concerts, et les critiques ont salué la présence de la chanteuse sur scène. Le single de l'album, Baila esta cumbia (en), a été la chanson la plus jouée sur les stations de radio locales de musique tejano pendant plus d'un mois et a aidé Selena à faire une tournée au Mexique. Ven conmigo s'est hissé à la troisième place du classement Billboard des albums mexicains régionaux, son meilleur score à l'époque. Il a été acclamé par la critique, ce qui a permis à Selena d'être reconnue en tant que chanteuse tejano et de s'imposer comme une concurrente commerciale.
En octobre 1991, Ven conmigo devient disque d'or pour des ventes supérieures à 50 000 unités, faisant de Selena la première chanteuse tejano à recevoir cet honneur. L'événement a dissous la hiérarchie masculine de l'industrie musicale tejano, qui considérait les femmes comme commercialement inférieures. L'album a reçu une nomination pour le Tejano Music Award de l'album de l'année lors de l'événement annuel de 1992. L'album a culminé à la 22e place du classement américain Billboard Top Pop Catalog Albums après avoir été inéligible au classement Billboard 200 à la suite de sa mort par balle en 1995. En octobre 2017, la Recording Industry Association of America (RIAA) a certifié l'album triple platine, indiquant 300 000 unités vendues aux États-Unis. En 2020, l'album a été sélectionné par la Bibliothèque du Congrès pour être conservé dans le registre national des enregistrements pour être « culturellement, historiquement ou esthétiquement significatif ».

## Production et réalisation
En mars 1989, Selena a signé avec EMI Latin, qui avait ouvert une division de musique latine avec José Behar comme président. Bien qu'EMI la commercialise en tant qu'artiste solo, son groupe Los Dinos continue de tourner avec elle. Au départ, Behar et Stephen Finfer ont demandé à Selena un album crossover. Après avoir enregistré trois démos pour les responsables de la division pop d'EMI Records, Charles Koppelman les a rejetées et a suggéré que Selena interprète des chansons qui plaisent à sa base de fans.
Avant son premier album avec la compagnie, son frère A. B. Quintanilla s'était battu pour rester le principal producteur et auteur-compositeur de la chanteuse. Ayant le sentiment de jouer sur le marché de la musique latine, EMI Latin a conclu un accord avec lui selon lequel s'il ne parvenait pas à produire un disque à succès, il serait remplacé par un producteur et auteur-compositeur lauréat d'un Grammy Award. Le premier album de Selena est plus performant que les autres enregistrements des chanteuses tejano contemporaines et connaît un succès modéré,. A. B. Quintanilla est autorisé à rester producteur et auteur-compositeur de la chanteuse pour Ven conmigo.

## Enregistrement et composition
Ven conmigo a été enregistré aux Zaz Studios du producteur de disques Joey Lopez à San Antonio. Le groupe est entré en studio « avec plus de puissance musicale que jamais ». A. B. Quintanilla a arrangé l'album et choisi ce qu'il contiendrait, sélectionnant avec soin les chansons qui allaient lancer la transition de Selena vers un marché latino plus large,. Le claviériste Ricky Vela a programmé l'ensemble du projet, tandis que les membres du groupe ont contribué à l'enregistrement en composant sept des dix chansons de l'album. Il contient une partie de cumbias et une de rancheras. On y retrouve des influences musicales provenant de la salsa, du rock and roll, du rap et de la soul, de la musique traditionnelle mexicaine, du folk mexicain, de la polka, de la country et de la musique colombienne. Abraham Quintanilla — le manager du groupe et le père de Selena — a suggéré l'idée d'avoir une variété de genres sur l'album : « J'ai toujours pensé que l'acheteur, l'auditeur, apprécierait cela et ne se lasserait pas d'entendre un seul style de musique particulier ». Les compositions de l'album étaient musicalement variées, plus larges et plus aventureuses que n'importe quel groupe tejano grand public selon le biographe Joe Nick Patoski. Selena et son groupe développaient un style rythmique qui démontrait ses prouesses pour des cumbias accrocheuses.
Ven conmigo s'est débarrassé des styles conventionnels et de l'organisation des pistes de l'album tejano typique, « un single à deux faces pris en sandwich entre un tas de polkas et de vieilles chansons ». Sur Yo te amo, le groupe a décidé d'opter pour un format pont-interlude plutôt que pour une progression d'accords typique qu'ils avaient recyclée ; « Nous grandissions, nous évoluions », comme l'a dit plus tard Vela. Ce n'était ni texan, ni mexicain dans sa forme, mais une représentation de la musique espagnole internationale sous l'apparence d'une cumbia lente. De même, Yo me voy présente les mêmes qualités que Yo te amo. Vela a apprécié la version de Rocío Dúrcal de 1987 de Yo ve voy, une chanson de Juan Gabriel. Il voulait que Selena l'enregistre et a fait écouter l'enregistrement de Dúrcal à A. B. Quintanilla qui a convenu que la chanson conviendrait à Ven conmigo. Quintanilla a collaboré à l'arrangement avec Vela. L'auteur-compositeur local, Johnny Herrera, a écrit Aunque no salga el sol, qui avait été écrite à l'origine pour Lisa Lopez pour faire suite à son single numéro un de 1982, Si quieres verme llorar (en). Lopez avait rejeté la chanson, la trouvant plus faible que d'autres enregistrements qui lui avaient été fournis. Patoski pensait que la chanson était « l'une des œuvres les plus poétiques jamais écrites par un compositeur texan ». Elle a été donnée à Selena pour qu'elle l'enregistre en 1985 pour le label de Bob Grever ; elle l'a ensuite réenregistrée pour Ven conmigo. Vela utilise plus de percussion et de séquençage que d'autres ballades pop similaires.
A. B. Quinatnilla a travaillé avec Pete Astudillo sur une mélodie conceptuelle à laquelle il avait pensé pendant que le groupe se reposait après un concert dans l'ouest du Texas. Appelée Baila esta cumbia (en), elle est enregistrée pour l'album. À partir de cet album, Selena commence à expérimenter des arrangements vocaux pendant les sessions d'enregistrement. Elle a ajouté une outro à "Baila esta cumbia, sa première tentative d'ajouter des contre-mélodies à des projets finis ; « elle changeait souvent les [notes] vocales pour s'adapter à elle et à ce qu'elle pensait être mieux » se souvient Chris Pérez. Baila esta cumbia fait écho aux œuvres de Fito Olivares (en), et devient un tube au Mexique, ouvrant les portes du groupe dans ce pays. Astudillo a coécrit le titre Ven conmigo avec A. B. en utilisant les mêmes sons stylistiques que ceux que l'on trouve dans les enregistrements de musique norteña. Vela et A. B. se sont rendus à Poteet, au Texas, et ont engagé David Lee Garza, son frère et son père pour jouer et enregistrer l'accordéon, la batterie et le bajo sexto, respectivement, pour le morceau, ce qui lui a donné une saveur tejano,,.
Après avoir découvert que Behar avait invité des cadres de la musique pop de haut niveau aux Tejano Music Awards de 1990, Abraham Quintnailla a fait valoir qu'une chanson « hip-hop-esque » pourrait les impressionner et solidifier un accord de crossover. A. B. Quintanilla, Astudillo et Vela ont travaillé sur cette idée toute la nuit dans un Motel 6 d'Albuquerque, au Nouveau-Mexique, à l'aide de huit claviers, d'une console de mixage et de systèmes de retour. « À l'époque, nous n'avions pas d'ordinateurs sophistiqués avec tout le séquençage », se souvient A. B. lors d'une interview rétrospective. Ils sont arrivés à Enamorada de ti (en), un morceau de dance-pop freestyle que la batteuse Suzette Quintanilla a comparé à un enregistrement du Top 40 et qui illustre le « côté soul » de Selena. Selena a enregistré le morceau avant les Tejano Music Awards, le 9 mars 1990, et a répété une routine avec des danseurs de soutien pour l'événement. Son père a suggéré l'idée de retravailler la chanson cubaine populaire Guantanamera en un morceau de musique house. A.B. crée un instrumental. Abraham l'a aimé et a encouragé A.B. à en écrire les paroles, ce qui a donné naissance à No quiero saber (en). Astudillo se souvient de la façon dont il a travaillé avec A.B. sur ce morceau, notant que c'était un texte différent de leur répertoire de chansons sur l'amour et le chagrin des relations ratées.

## Promotion
La nuit précédant la séance de photos pour l'album, Selena a coupé et teint ses cheveux en noir de jais et a taché une petite partie de la peau derrière son oreille. Elle insiste pour que l'on prenne une photo en noir et blanc d'elle posant avec une crête iroquoise pour faire oublier la tache. EMI Latin s'oppose catégoriquement à ce que la chanteuse raccourcisse ses cheveux et sa coiffure. Ils voulaient la commercialiser en se basant sur les normes de beauté de l'époque, et pensaient que le style aurait un impact négatif sur l'image de « bonne fille » de Selena.
Roger Garcia, le guitariste principal du groupe, s'est marié avant la sortie de Ven conmigo,. A.B. a découvert Chris Pérez, 17 ans, qui était le guitariste de Shelly Lares (en). Il a passé une audition pour faire partie du groupe. Le style de production musicale d'A.B. a inspiré Pérez à faire partie de Selena y Los Dinos. Au début, Abraham Quintanilla a écarté Pérez, le considérant plutôt comme un rockeur, estimant qu'il était mal venu pour un groupe tejano. Betty Cortina, rédactrice en chef du magazine People, écrit que Pérez est l'antithèse de l'image de « bons enfants propres sur eux » du père de Selena. A.B. persuade son père que Pérez est capable de jouer de la musique tejano, ajoutant que son image de rocker est inoffensive. Il est engagé comme guitariste du groupe après qu'ils ont fini d'enregistrer Ven conmigo. Les critiques ont estimé que le style hard rock de Pérez combiné au son tejano de base de Selena, ajoutait à son répertoire musical déjà diversifié.
Les concerts de Selena commencent à attirer plus de 60 000 spectateurs. Elle a partagé une salle à Houston avec La Mafia et Emilio Navaira (en) qui a attiré 9 000 spectateurs pendant l'été 1991. Elle a ensuite partagé une autre salle avec Ramón Ayala, Olivares et Pandora lors de la neuvième édition de l'Hispanic State Fair à San Antonio. Selena a été invitée au Johnny Canales Show (en) en 1991, sa troisième apparition. L'émission présente Pérez comme le nouveau guitariste du groupe. Il semblait « peu sûr de lui alors qu'il répétait ses pas de danse du style Temptations en rythme avec la musique ». L'auteur Joe Nick Patoski décrit la chorégraphie de Pérez dans l'émission comme « hésitante », cependant, « les morceaux de rock qu'il jouait sur sa guitare étaient comme des feux follets, apportant au groupe un côté dur qui lui faisait défaut auparavant ». Vilma Maldonado du Monitor (en) a écrit que Selena peut « chanter [et] improviser [ses] danses », la qualifiant d'« imprévisible, attirante et talentueuse » après un concert en avril 1991. Le Fort Worth Star-Telegram a décrit la performance de Selena lors d'une célébration Cinco de Mayo comme « électrisante ». Selena a interprété la chanson titre en duo avec A.B., ce qui a été qualifié de « l'un des points forts de la performance ». Trois singles sont sortis de l'album : Ya ves, Baila esta cumbia et La tracalera. Baila esta cumbia a été la chanson la plus jouée sur les stations de radio locales de musique tejano pendant un mois et demi, ce qui a conduit le groupe à faire une tournée au Mexique pour la première fois. Elle a ensuite été certifiée six fois platine par la Recording Industry Association of America (RIAA) pour 360 000 ventes numériques. Le single promotionnel Ya ves a été la chanson la plus jouée sur KTXZ-AM pendant cinq semaines consécutives, à partir du 25 octobre 1990. Les singles promotionnels Yo te amo ont atteint la sixième place, et Yo me voy la huitième.

## Critique
Après la sortie de l'album, Selena a été qualifiée de Gloria Estefan, Janet Jackson et Madonna de la musique tejano,. Selena a répondu à ces comparaisons en disant qu'elle n'aimait pas être stéréotypée. Elle a expliqué : « Je pense que c'est bien d'être différent, et si vous êtes le premier à l'être, c'est encore mieux ». La popularité de Selena a bondi après la sortie de Ven conmigo. C'est le premier album à lui apporter la reconnaissance dans son domaine musical, et à établir son nom sur la scène musicale tejano, « comme une véritable artiste avec laquelle il faut compter ». L'album a été nommé pour le Tejano Music Award de l'album de l'année, tandis que son single Baila esta cumbia a été nommé pour le single de l'année et la chanson de l'année. Le single Yo te amo a été nommé pour le duo vocal de l'année aux Tejano Music Awards de 1992. Selena a reçu sa troisième récompense consécutive pour la chanteuse de l'année et l'artiste féminine de l'année.
Ven conmigo a débuté à la huitième place du classement Billboard US Regional Mexican Albums la semaine se terminant le 3 novembre 1990. C'était l'album qui a fait le meilleur début cette semaine-là, et il a dépassé l'album Selena à l'époque. La semaine suivante, il est tombé à la dixième place. Il a atteint la sixième place du classement régional des albums mexicains au cours de sa sixième semaine, dépassant Selena en tant qu'album le mieux classé, avant de plafonner à la troisième place. Ven conmigo est resté dans le top 10 du classement des albums régionaux mexicains pendant 16 semaines consécutives avant de tomber dans le top 15. Il a battu le record du plus grand nombre de semaines dans le classement pour un album tejano féminin — 56 semaines. Au même moment, Baila esta cumbia atteint la huitième place sur la liste des chansons les plus demandées par les stations de radio tejano locales pour la semaine. Ven conmigo a terminé l'année 1991 comme le quatrième album régional mexicain le plus vendu.
En octobre 1991, il a été certifié or pour des ventes supérieures à 50 000 unités, le premier album tejano d'une femme à recevoir une certification or,,. Cela a dissous la hiérarchie masculine dans l'industrie de la musique tejano où les femmes étaient considérées comme commercialement inférieures. Cela a également mis fin à l'opinion de longue date selon laquelle une interprète féminine ne pouvait pas attirer un public comparable à celui d'un homme. Selena a déclaré plus tard dans une interview : « Plus ils nous fermaient de portes, plus nous étions déterminés. Nous venons juste de commencer à voir un changement ».  Elle a attribué la certification or à l'équipe de marketing d'EMI Latin, et a estimé que cela a inspiré d'autres femmes dans le domaine à croire qu'elles étaient capables de produire des disques d'or. Après la certification de l'album, Selena s'est produite dans une salle de 2 000 places à McAllen, au Texas, appartenant à Nano Ramírez, qui lui avait refusé l'opportunité de jouer là plus tôt dans sa carrière.
Le 31 mars 1995, Selena a été tuée par balle par Yolanda Saldívar, son amie et ancienne gérante de ses boutiques. L'attention médiatique qui en résulte contribue à augmenter les ventes de Ven conmigo. Il a débuté à la 24e place du classement Billboard Top Pop Catalog Albums aux États-Unis. Il n'a pas pu figurer au Billboard 200 à la suite d'une révision qui a exclu les titres datant de plus de 18 mois qui y figuraient. La semaine suivante, il a atteint la 22e place, tandis que son album compilation 17 Super Éxitos (1993) a passé sa deuxième semaine à la première place. En 1995, les titres de catalogue représentaient près de 50 % de la musique consommée aux États-Unis. Ven conmigo et 17 Super Éxitos ont contribué aux 5 milliards de dollars de revenus déclarés cette année-là par l'industrie musicale. La RIAA a certifié l'album platine pour des ventes de 200 000 unités aux États-Unis ; son cinquième disque de platine. En octobre 2017, la RIAA a mis à jour la certification à triple platine, dénotant 300 000 unités équivalentes à un album vendues.

## Pistes
Crédits adaptés de la pochette CD de Ven conmigo.
| Édition originale | Édition originale      | Édition originale                 | Édition originale | Édition originale | Édition originale | Édition originale | Édition originale | Édition originale | Édition originale |
| No                | Titre                  | Auteur                            | Producteur        | Durée             |                   |                   |                   |                   |                   |
| ----------------- | ---------------------- | --------------------------------- | ----------------- | ----------------- | ----------------- | ----------------- | ----------------- | ----------------- | ----------------- |
| 1.                | Ya ves                 | Pete Astudillo, A. B. Quintanilla | A. B. Quintanilla | 3:13              |                   |                   |                   |                   |                   |
| 2.                | Aunque no salga el sol | Johnny Herrera                    | A. B. Quintanilla | 3:24              |                   |                   |                   |                   |                   |
| 3.                | Ven conmigo            | Pete Astudillo, A. B. Quintanilla | A. B. Quintanilla | 2:26              |                   |                   |                   |                   |                   |
| 4.                | Yo te amo              | Pete Astudillo, A. B. Quintanilla | A. B. Quintanilla | 3:39              |                   |                   |                   |                   |                   |
| 5.                | Enamorada de ti        | Pete Astudillo, A. B. Quintanilla | A. B. Quintanilla | 4:05              |                   |                   |                   |                   |                   |
| 6.                | La tracalera           | Johnny Herrera                    | A. B. Quintanilla | 2:50              |                   |                   |                   |                   |                   |
| 7.                | Baila esta cumbia      | A. B. Quintanilla                 | A. B. Quintanilla | 2:57              |                   |                   |                   |                   |                   |
| 8.                | Yo me voy              | Juan Gabriel                      | A. B. Quintanilla | 3:28              |                   |                   |                   |                   |                   |
| 9.                | No quiero saber        | A. B. Quintanilla                 | A. B. Quintanilla | 2:54              |                   |                   |                   |                   |                   |
| 10.               | Después de enero       | Johnny Herrera                    | A. B. Quintanilla | 2:57              |                   |                   |                   |                   |                   |
| 31:53             |                        |                                   |                   |                   |                   |                   |                   |                   |                   |

| Titres Bonus Édition 2002 | Titres Bonus Édition 2002                                                                           | Titres Bonus Édition 2002         | Titres Bonus Édition 2002 | Titres Bonus Édition 2002 | Titres Bonus Édition 2002 | Titres Bonus Édition 2002 | Titres Bonus Édition 2002 | Titres Bonus Édition 2002 | Titres Bonus Édition 2002 |
| No                        | Titre                                                                                               | Auteur                            | Producteur                | Durée                     |                           |                           |                           |                           |                           |
| ------------------------- | --------------------------------------------------------------------------------------------------- | --------------------------------- | ------------------------- | ------------------------- | ------------------------- | ------------------------- | ------------------------- | ------------------------- | ------------------------- |
| 11.                       | No quiero saber (2000 mix)                                                                          | A. B. Quintanilla                 | A. B. Quintanilla         | 2:56                      |                           |                           |                           |                           |                           |
| 12.                       | Enamorada de ti (club mix)                                                                          | Pete Astudillo, A. B. Quintanilla | A. B. Quintanilla         | 6:07                      |                           |                           |                           |                           |                           |
| 13.                       | Commentaires parlés (souvenirs commentés fournis par la famille de Selena, ses amis et son groupe.) | Nir Seroussi                      | Suzette Quintanilla       | 13:39                     |                           |                           |                           |                           |                           |
| 14.                       | No quiero saber (vidéo musicale)                                                                    | A. B. Quintanilla                 |                           | 3:37                      |                           |                           |                           |                           |                           |
| 26:29                     | |                                   |                           |                           |                           |                           |                           |                           |                           |

## Personnel
Crédits adaptés de la pochette CD de Ven conmigo.
- Selena – Chant, chœurs.
- Pete Astudillo – Chœurs, duo avec Selena sur Yo Te Amo.
- A. B. Quintanilla – Chœurs, arrangeur, guitare basse, producteur.
- Juan Gabriel – Compositeur.
- Ricky Vela – arrangeur, Claviers, séquenceur.
- Suzette Quintanilla – Batterie.
- David Lee Garza – Accordéon.
- Johnny Herrera – Compositeur.
- Joe Ojeda – Arrangeur, claviers.
- Adam Garza – Batterie.
- Roger Garcia – Guitare.
- Gilbert Velasquez – Mixage, ingénieur du son, guitare.
- Robert Lopez – Direction artistique.